# Мазера-ді-Падова
Мазера-ді-Падова (італ. Maserà di Padova, вен. Maserà de Padoa) — муніципалітет в Італії, у регіоні Венето, провінція Падуя.
Мазера-ді-Падова розташована на відстані близько 390 км на північ від Рима, 39 км на захід від Венеції, 10 км на південь від Падуї.
Населення — 9092 особи (2014).
Щорічний фестиваль відбувається 8 вересня. Покровитель — Vergine Maria.

## Демографія
Населення за роками:

Станом на 1 січня 2023 року в муніципалітеті офіційно проживало 736 іноземців з 44 країн, серед них 358 громадян країн Євросоюзу та 10 громадян України.

## Сусідні муніципалітети
- Абано-Терме
- Альбіньязего
- Картура
- Казальсеруго
- Дуе-Карраре